# Nông Xuân Ái
Nông Xuân Ái sinh ngày 13 tháng 6 năm 1960 tại xã Lương Can, huyện Thông Nông, Tỉnh Cao Bằng - Việt Nam; là người dân tộc Tày. Ông từng tham gia quân đội vào cuối những năm 70 khi tuổi đời còn rất trẻ, từng bị thương tại chiến trường biên giới phía Bắc. Ông là người được xem như là một giọng hát dân ca hay nhất của vùng núi Phía Bắc, đặc biệt là những làn điệu hát Then, đàn Tính hát sli lượn của dân tộc Tày, Nùng. Ông được phong tặng danh hiệu Nghệ sĩ Ưu tú năm 1995 khi mới tròn 35 tuổi, tới năm 2016 ông là người dân tộc Tày đầu tiên được phong tặng danh hiệu Nghệ sĩ Nhân dân. Ông đã từng giữ chức vụ Giám đốc Nhà hát Ca Múa Nhạc dân gian Việt Bắc từ năm 2000 đến tháng 7 năm 2013. Từ tháng 7 năm 2013 đến tháng 9 năm 2018, ông đang làm công tác quản lý, giữ chức vụ Phó Giám đốc phụ trách chuyên môn của Nhà hát Ca múa Nhạc dân gian Việt Bắc thuộc Bộ Văn hoá,Thể thao và Du lịch - Việt Nam. Từ tháng 10 năm 2018 ông là Phó Giám đốc phụ trách Nhà hát Ca Múa Nhạc dân gian Việt Bắc. Ông nghỉ hưu vào 01 tháng 7 năm 2020.